# Estación de El Carmen
El Carmen es una estación de la línea 5 del Metro de Madrid situada bajo la calle de Alcalá, entre las intersecciones con las calles Alcalde López Casero y José María Fernández Lanseros, en el distrito madrileño de Ciudad Lineal.

## Historia
La estación abrió al público el 28 de mayo de 1964 como parte de la línea 2, pero poco tiempo después, el 20 de julio de 1970, se incorporó a la línea 5.

## Accesos
Vestíbulo Alcalde López Casero
- J. Villena C/ Alcalá, 258 (esquina C/ José Villena)
- Alcalde López Casero C/ Alcalde López Casero, 2 (semiesquina C/ Alcalá)

Vestíbulo Hermanos Fernández Lanseros
- Hermanos Fernández Lanseros C/ Alcalá, 234 (esquina C/ José Mª Fernández Lanseros)
- Raquel Meller C/ Alcalá, 259 (esquina C/ Raquel Meller)

## Líneas y conexiones

Plano zonal con los accesos de la estación y las paradas de las líneas de autobús.

### Metro
| << cabecera      | < estación | línea | estación > | cabecera >>   |
| ---------------- | ---------- | ----- | ---------- | ------------- |
| Alameda de Osuna | Quintana   |       | Ventas     | Casa de Campo |

### Autobuses
| Diurnos   |                       |                                                  |
| Línea     | Destino               | Parada                                           |
| 38        | gran via              | 758 EL CARMEN (C/ Alcalá, 258)                   |
| 146       | Los Molinos           | 758 EL CARMEN (C/ Alcalá, 258)                   |
| 38        | Manuel Becerra        | 759 EL CARMEN (C/ Alcalá, 261)                   |
| 106       | Manuel Becerra        | 759 EL CARMEN (C/ Alcalá, 261)                   |
| 146       | Callao                | 759 EL CARMEN (C/ Alcalá, 261)                   |
| 110       | Manuel Becerra        | 3092 EL CARMEN (C/ José María Fdez. Lanseros, 7) |
| 210       | Diego de León         | 3092 EL CARMEN (C/ José María Fdez. Lanseros, 7) |
| 106       | Vicálvaro             | 1078 AVENIDA DE DAROCA-RICARDO ORTIZ             |
| 110       | Cementerio Almudena   | 1078 AVENIDA DE DAROCA-RICARDO ORTIZ             |
| 210       | La Elipa              | 1078 AVENIDA DE DAROCA-RICARDO ORTIZ             |
| Nocturnos |                       |                                                  |
| Línea     | Destino               | Parada                                           |
| N5        | Colonia Fin de Semana | 758 EL CARMEN                                    |
| N5        | Plaza de Cibeles      | 759 EL CARMEN                                    |
| N7        | Plaza de Cibeles      | 759 EL CARMEN                                    |
| N7        | Valderrivas           | 1078 AVENIDA DE DAROCA-RICARDO ORTIZ             |